# 矢文
矢文（やぶみ）は、手紙を弓矢を用いて遠くから放ち、文書を送る手段の一つ。手紙を矢柄（やがら）に結びつける方法の他、蟇目（ひきめ）の穴の中に入れて射て飛ばしたり、鏃（やじり）に直接文を刺して、それを放つ場合もある。

## 概要
前近代では、戦時中、互いに直接手紙を渡せない状況下で行われることが多い（弓を射る側は相手側に存在を悟られないように放つ）。また、時代劇と言ったドラマや漫画などの創作物の中では、果たし状を送る際、矢文の方法を用いる演出がある。

### 利点
- 直接渡さず、一定の距離から送れるので、正体を明かさずにすむ。
- 緊迫した状況下では、身の安全を保ちながら、警戒している相手に文を伝達する手段として即席性がある。
- 相手側が矢文を送って来た者を詮索しようとすれば射抜かれる可能性があり、威嚇行為につながる。
- 石や枝に比べてしっかりと目標に着刺する。
- 伝書鳩を飼育している鳩舎の無いところへも送ることができる。
- 船上では、状況によっては、舟で文を送るより早い[2]。
- 塀や城壁などがあっても、矢が届けば、それを乗り越える必要がない。
- 攻撃に見せかけて内通（密通）する事ができる（スパイ活動）。
- 伝書鳩より大きな文を巻き付ける事が可能である。

### 欠点
- 雨風が強い日には困難である。
- 射手の怪我や体調に左右されやすい。
- 場所を選ぶ必要がある。
- 飛距離に限りがある。
- 運べる重量には限度がある。
- 手紙を隠して運ぶのが難しい。
- 誤って、別の場所（人間）に届いた場合、情報漏洩に繋がる。
- 送れる文の数に、限度がある。（一本の矢に複数の文を巻きつけると飛距離に影響を及ぼす為。）
- 矢を壊したり無くしたりすれば、行うことはできない。
- 相手方が識字率の低い、あるいは文字文化の無い、もしくは文字文化圏が異なる民族の場合、交渉・挑発などの戦略は使いを直接出して交渉する他ない。
- 人に刺さった場合、流血で文が汚れる可能性がある。

緊迫した状況下で行われることが多い伝達手段のため、利点より欠点の方が大きい。

## 歴史
いつ頃から行われてきたのかは定かではないが、古代では紙は貴重なものであり、ぞんざいには扱えなかったものとみられる。そのため、紙の生産技術が向上していなかった日本の律令時代に矢文を行うことは少なかったものと考えられる。少なくとも17世紀初めの頃では盛んに矢文が用いられていたことが分かる。
紙の生産技術の発展以前にも、識字率の問題や文書の普及度合いも矢文の歴史を知る上では重要となってくる。中世の東日本は西日本と比べると非常に文書史料が少ない。文字を書ける者が少なかったからだと解釈されがちではあるが、東国武士が西国に移住すると、たくさんの文書を残している。東国出身の熊谷氏は西国に移住してから文書を多数伝えているし、東国武士が多く移住した九州は中世の武家文書が多く残った地域となった。こうした考察からも、東国武士も、中世においては文字を書くことができたが、中世武家文書の資料の多さ＝文書の普及率から考えれば、東国より西国で矢文文化が生じた可能性が高い。それも東国武人が西国に移住してからと考えられる。加えて、応仁の乱を迎えると、戦乱を逃れた畿内の知識人が東日本に移住してくる例が増え、日本全体で識字率が高まる時期に移り、上級武士でなくとも文を書ける下地が社会的に形成されてくる。同時に、各地で頻繁に戦乱が生じる時代（戦国期）へと移ったことで、矢文を用いる状況も増え、武家社会の混乱が矢文文化を普及させた。
- 矢取島（宿島）の島名由来伝説では、神代に、夫と別れた女神が自分の子に矢文を送ったと言う話がある。上述のように、紙の歴史を考えれば、後世に創られた話と考えられる。
- 中世では、互いに矢文を放ち、悪口を書いた文を送りつけ合った上で、合戦におちいったという話がある。交渉のためではなく、挑発目的で用いられた（互いに罵倒しあった上で合戦に入るというスタイル自体は、源平合戦の頃より見られる）。
- 『土佐物語』巻第十三に、大高坂長門守が大高坂城より小高坂城に内通事があって、遠矢を射た記述があり、両城の間は10余町＝約1100メートルもあったが、小高坂城で食事中の武士の飯椀に当たったと記述される。
- 江戸時代以前では、商人など武家以外の身分も矢文を盛んに用いていたが、江戸期に移り、武器規制が進むにつれ、矢文文化は武家に限られていった。
- 上泉信綱伝の『訓閲集』（大江家の兵法書を戦国風に改めた兵書）巻五「攻城･守城」には、「敵城中に裏切りを示唆する内容の矢文を放ち、敵を惑わす事は、古くからある事」と記述されている。
- 『小田原北条記』巻七に、永禄12年（1569年）に拓植三郎左衛門が伊勢国大河内城に矢文を放ったが、内容は信長軍と和談を申し込むべきといった記述。
- 慶長5年（1600年）の伏見城攻城戦の際、7月30日に長束正家が城内にいる甲賀の地侍宛てに矢文を放っているが、内容は、妻子を捕え、人質としているので、その命と引き替えに寝返りをするように要求するものだった[6]。翌8月1日、甲賀者によって松の丸が放火され、裏切りという形により籠城戦は崩れる。矢文による結束力を崩す心理戦の成功例。
- 大坂の役の際、真田信繁が片倉重長の陣に対して矢文を送ったという話がある。自分の娘の婚姻の儀（片倉の後妻として）の申し入れ文を送ったとされる。
- 島原の乱の際、キリシタン南蛮絵師である山田右衛門作が矢文で幕府側と内通していたという話がある。
- 幕末を最後に矢文文化は廃れることとなる（廃れた一因として、通信手段の主流が機械化したことが挙げられる）。
- 明治以降でも、例外的に災害などの緊急時で用いられることがある[7][8][9]。

### 日本以外の使用例
- 6世紀中頃の中国、玉壁の戦い（546年）において、籠城する勢力に対し、揺さぶり目的で矢文が送られている。
- 548年、中国の建康城中に矢文を送ることで入城の手はずをつけている（陳昕の項を参照）。

## 備考
- 「文挟（ふみはさみ）」といった棒状の杖の先に文書をはさみ、奉げる行為自体は、13世紀前半成立の『宇治拾遺物語』にもみられ、源頼信が平忠常を攻めた話（11世紀初め）の中に記述がある。この場合、身分差から直接の手渡しが不可能な（相手が騎乗していたり、輿の中で降りられない）状況のため、道中を狙う。このように、文書を棒状のものにくくり付ける発想（矢文の下地）自体は、日本でも中世前半から見られる。この文挟も、軍中にあって、近づけない状況下で使用されたが、矢文はより遠くの相手に届ける手段としては文挟より利便性があった。
- 紙ではないが、矢に直接文を刻んで放った例もあり、本間重氏は小刀で「相模国住人本間孫四郎重氏」と刻んだ矢を六町余り先にある足利尊氏軍の船に向かって放ったが、足利軍の弓達者が射返そうとしても届かなかったという話がある[10]。この場合、実力誇示のための行為といえるが、矢で文を伝達するという意味では14世紀からあったことがわかる。